# Ammerschlucht im Bereich des Scheibum

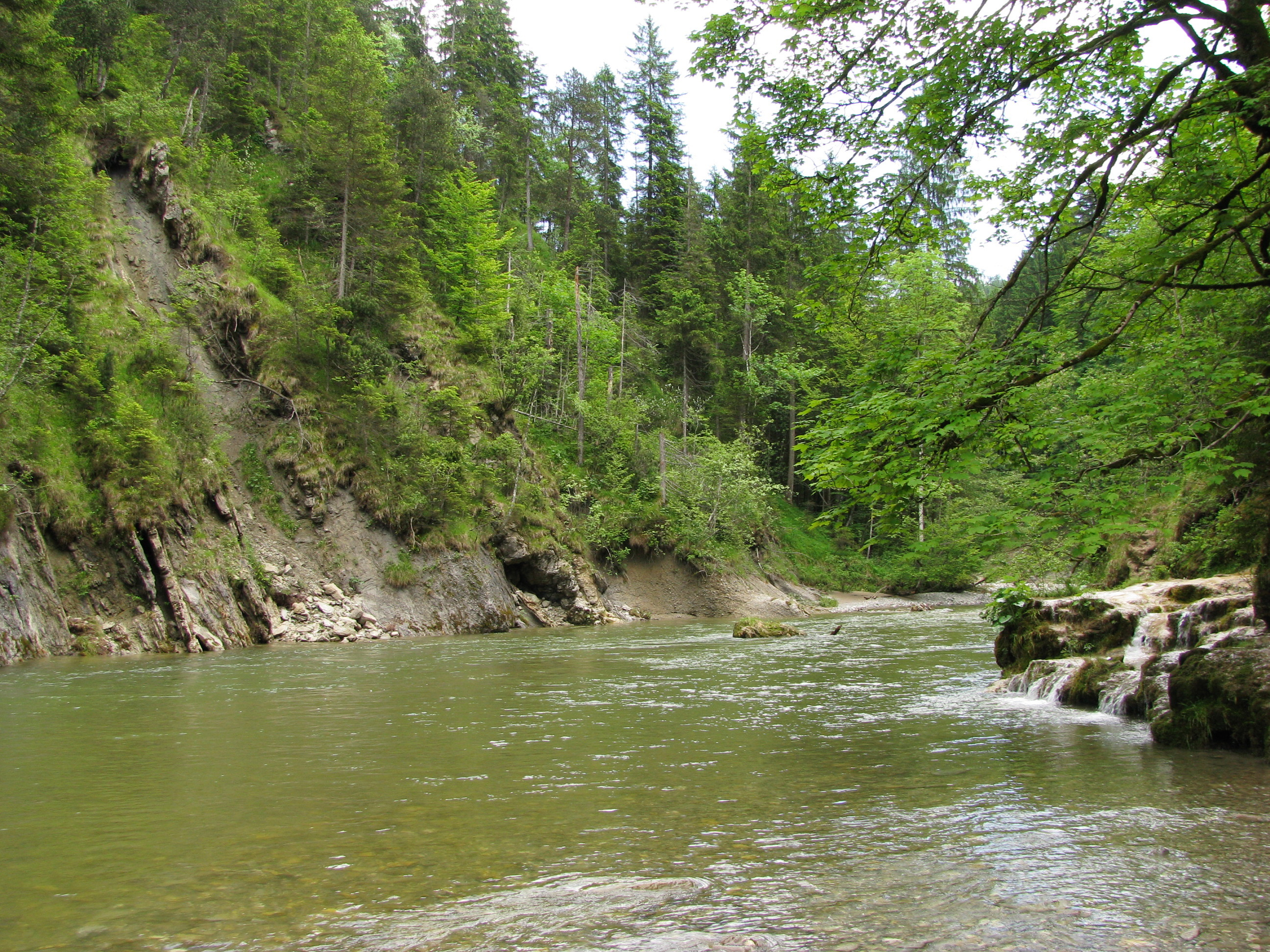
Naturschutzgebiet Ammerschlucht im Bereich des Scheibum (Juni 2013)

Das Naturschutzgebiet Ammerschlucht im Bereich des Scheibum liegt in den Landkreisen Garmisch-Partenkirchen und Weilheim-Schongau in Oberbayern. Es ist Teil des FFH-Gebietes Ammer vom Alpenrand b. zum NSG 'Vogelfreistätte Ammersee-Südufer' (8331-302).
Das 42,7 ha große Gebiet mit der Nr. NSG-00066.01, das im Jahr 1953 unter Naturschutz gestellt wurde, erstreckt sich vom Scheibum, dem Felsdurchbruch am Beginn der Ammerschlucht, knapp 2 Kilometer weit beidseitig flussabwärts entlang der Ammer. Westlich erstreckt sich das 49,3 ha große Naturschutzgebiet Wildseefilz.